# Villagarzón
Villagarzón is een gemeente in het Colombiaanse departement Putumayo. De gemeente telt 15.085 inwoners (2005).

## Toerisme
De toeristische trekpleisters van de gemeente zijn thermale baden langs de rivier de Guineo en petrogliefen in de buurt van de rivier de Vides.
Colón · Mocoa · Orito · Puerto Asís · Puerto Caycedo · Puerto Guzmán · Puerto Leguízamo · San Francisco · San Miguel · Santiago · Sibundoy · Valle del Guamuez · Villagarzón